# Partido Verde Liberal
El Partido Verde Liberal (en alemán: Grünliberale Partei; en francés: Parti vert libéral; en italiano: Partito Verde-Liberale; en romanche: Partida Verda-Liberala) es un partido político ecologista de Suiza. El Partido está formado por catorce secciones cantonales: Zúrich, San Galo, Basilea-Campiña, Berna, Zug, Turgovia, Lucerna, Grisones, Argovia, Basilea-Ciudad. Soleura, Friburgo, Vaud y Ginebra.

## Historia
El 8 de agosto de 2004, Los Verdes excluyen a Martin Bäumle de su grupo parlamentario. Este último decide entonces provocar una escisión en el grupo de Los Verdes zuriquenses. En un año logró reunir unos 300 miembros para fundar un nuevo partido.
Con Bäumle, los Verdes Liberales tienen un escaño en el Consejo Nacional durante la 47.ª legislatura. Hasta mayo del 2007 también están presentes en el Consejo de Estado de Zúrich (Consejo Ejecutivo) con la presencia de Verena Diener. 
Los Verdes Liberales se ven como un partido de centro, por lo tanto un poco más hacia la derecha que Los Verdes. Las diferencias con respecto a Los Verdes consisten básicamente sobre las cuestiones ligadas a la economía y las finanzas.

## Resultados electorales
| Año  | Votos        | %     | Consejo Nacional | +/- | Consejo de los Estados | +/- |
| ---- | ------------ | ----- | ---------------- | --- | ---------------------- | --- |
| 2007 | 33.104 (#8)  | 1,4%  | 3/200            |     | 1/46                   |     |
| 2011 | 131.436 (#7) | 5,4%  | 12/200           | 9   | 2/46                   | 1   |
| 2015 | 116.641 (#6) | 4,6%  | 7/200            | 5   | 0/46                   | 2   |
| 2019 | 189.162 (#6) | 7,80% | 16/200           | 9   | 0/46                   |     |
| 2023 | 192.944 (#6) | 7,55% | 10/200           | 6   | 1/46                   | 1   |